# 静岡県指定文化財一覧
静岡県指定文化財一覧（しずおかけんしていぶんかざいいちらん）は静岡県指定の文化財や史跡等を一覧形式でまとめたものであるが、全てを掲載しているわけではない。

## 有形文化財

### 建造物
- 旧上野家住宅 〔伊豆の国市〕
- 八幡宮来宮神社本殿、渡殿及び拝殿 〔伊東市〕
- 旧赤松家門・塀 〔磐田市〕
- 府八幡宮楼門 〔磐田市〕
- 赤山神社本殿 〔掛川市〕
- 大日本報徳社正門 〔掛川市〕
- 大日本報徳社　淡山翁記念報徳図書館 〔掛川市〕
- 窓泉寺山門 〔掛川市〕
- 龍華院大猷院霊屋 〔掛川市〕
- 本興寺奥書院 〔湖西市〕
- 延寿院不動堂 〔静岡市清水区〕
- 光福寺本堂 〔静岡市清水区〕
- 医王寺薬師堂 〔島田市〕
- 静居寺伽藍 〔島田市〕
- 静居寺惣門 〔島田市〕
- 天徳寺山門 〔島田市〕
- 河内の宝篋印塔 〔下田市〕
- 旧王子製紙製品倉庫 〔浜松市天竜区〕
- 宝林寺山門 〔浜松市浜名区〕
- 龍潭寺伽藍 〔浜松市浜名区〕
- 摂社天羽槌雄神社 〔浜松市浜名区〕
- 油山寺書院〔袋井市〕
- 油山寺方丈〔袋井市〕
- 油山寺本堂〔袋井市〕
- 可睡斎護国塔 〔袋井市〕
- 西楽寺本堂 〔袋井市〕
- 旧稲垣家住宅 〔富士市〕
- 大石寺御影堂 〔富士宮市〕
- 大石寺三門 〔富士宮市〕
- 西山本門寺本堂厨子 〔富士宮市〕
- 富士山本宮浅間大社社殿 〔富士宮市〕
- 平田寺宝塔 〔牧之原市〕
- 釣月院本堂 〔牧之原市〕
- 西山寺本堂 〔牧之原市〕
- 依田家住宅主屋、離れ、道具蔵、米蔵、味噌蔵 〔松崎町〕
- 天宮神社本殿及び拝殿 〔森町〕
- 応賀寺薬師堂 〔湖西市〕

### 絵画
- 紙本金地着色遊楽図六曲屏風　〔浜松市浜名区〕 龍潭寺
- 絹本着色独湛禅師像　 〔浜松市浜名区〕 宝林寺
- 絹本著色近藤貞用（語石）夫妻画像　〔浜松市浜名区〕 宝林寺
- 絹本着色無文元選像 〔浜松市浜名区〕 方広寺
- 渡辺崋山筆呂公釣渭図 〔浜松市浜名区〕 大谷利行
- 三十六歌仙懸額　青蓮院尊純法親王書　狩野探幽画　十八面 〔静岡市葵区〕 宗教法人神部神社・浅間神社・大歳御祖神社
- 絹本着色穴山梅雪画像 伝土佐光吉筆　〔静岡市清水区〕 霊泉寺
- 紙本墨画達磨像 〔静岡市清水区〕 宗教法人清見寺
- 紙本淡彩蛤蜊観音像 〔静岡市清水区〕 白華山禅叢寺
- 紙本墨画東照大権現像 〔静岡市清水区〕 白華山禅叢寺
- 富士浅間曼荼羅図　〔静岡市駿河区〕 富士山本宮浅間大社
- 三十六歌仙図額 〔静岡市葵区〕 宗教法人神部神社・浅間神社・大歳御祖神社
- 絵本墨画淡彩山水花鳥図押絵貼屏風 〔静岡市清水区〕 宗教法人清見寺
- 甲州微行図 江川坦庵筆
- 絹本淡彩江川坦庵自画像
- 富士山画賛
- 松平遠江守定吉画像〔掛川市〕 真如寺
- 村松以弘筆白糸瀑図 〔掛川市〕 掛川市
- 紙本墨画淡彩山水画（浅絳山水図） 福田半香筆 4幅 〔菊川市〕 学校法人常葉学園常葉美術館
- 紙本水墨四季山水障壁図　谷文晁筆　 〔湖西市〕 本興寺
- 楽寿館楽寿の間絵画 〔三島市〕 三島市
- 浄感寺本堂天井画及び壁画　〔松崎町〕 宗教法人浄感寺
- 白隠自画像 〔沼津市〕 大本山松蔭寺
- 絹本着色天台大師画像　〔森町〕 蓮華寺
- 医王寺薬師堂天井画　雲龍図1面、天女図4面、花卉図50面、55面　 〔島田市〕 宗教法人医王寺
- 蟲魚帖稿 〔浜松市中央区〕 浜松市美術館

### 彫刻
- 銅造走湯権現〔熱海市〕鎌倉時代　※伊豆山神社が所有
- 吉田寺阿弥陀三尊像・毘沙門天立像〔松崎町〕鎌倉時代　※上原美術館に寄託。
- 南禅寺薬師如来坐像〔河津町〕平安前期（10世紀）
- 南禅寺地蔵菩薩立像〔河津町〕平安中期
- 南禅寺十一面観音立像〔河津町〕平安中期
- 南禅寺天部形立像〔河津町〕一対。平安中期
- 善光庵十一面観音立像〔河津町〕平安中期
- 正善寺伝大日如来坐像〔南伊豆町〕鎌倉時代

### 工芸
- 静岡浅間神社古神宝類（30件）〔静岡市葵区〕

### 書跡・典籍・古文書
- 日蓮葬送日記〔静岡市駿河区〕

### 考古資料
- 伊豆山経塚遺物〔熱海市〕※伊豆山神社が所有
- 登呂遺跡出土遺物　附調査関連資料〔静岡市駿河区〕※登呂博物館に所在

## 無形文化財

### 県技能
- 手揉製茶技術〔静岡市〕※（保持者）近藤幸雄　川上流、杉本修 鳳明流

## 民俗文化財

### 有形民俗文化財
- 富戸の魚見小屋〔伊東市〕

### 無形民俗文化財
- 静岡浅間神社廿日会祭の稚児舞〔静岡市葵区〕
- 掛塚祭屋台囃子〔磐田市〕
- 三社祭礼囃子〔掛川市〕
- 獅子舞かんからまち〔掛川市〕
- 島田帯祭の大名行列〔島田市〕
- 富士宮囃子〔富士宮市〕

## 記念物

### 史跡
- 撰要寺墓塔群〔掛川市〕
- 大門大塚古墳〔袋井市〕
- 深沢城跡〔御殿場市〕
- 三池平古墳〔静岡市清水区〕
- 若王子古墳群 (藤枝市)〔藤枝市〕
- 向山古墳群〔三島市〕
- 洋式帆船建造地1ヶ所及艦長プチャーチン関係遺品45点1括〔沼津市戸田〕
- 犀ヶ崖古戦場〔浜松市中央区〕
- 赤門上古墳〔浜松市浜名区〕
- 光明山古墳〔浜松市天竜区〕
- 青崩峠〔浜松市天竜区〕
- 犬居城跡〔浜松市天竜区〕
- 陣座ヶ谷古墳〔浜松市浜名区〕
- 滝峯才四郎谷遺跡〔浜松市浜名区〕
- 渭伊神社境内遺跡〔浜松市浜名区〕
- 千頭峯城跡〔浜松市浜名区〕

### 名勝
- 木枯森〔静岡市葵区〕
- 浜名湖〔浜松市・湖西市・新居町〕
- 長楽寺庭園〔浜松市浜名区〕
- 大福寺庭園〔浜松市浜名区〕
- 摩訶耶寺庭園〔浜松市浜名区〕

### 天然記念物
- 家康手植の蜜柑〔静岡市葵区〕- 駿府城公園内
- 黒俣の大イチョウ〔静岡市葵区〕
- 黒俣の大ヒイラギ〔静岡市葵区〕
- 慈悲尾のテンダイウヤク群落〔静岡市葵区〕
- 石蔵院のお葉付きイチョウ〔静岡市駿河区〕
- やぶきた種母樹〔静岡市駿河区〕
- 小鹿神明社のクス（伊勢神明社の大クス）〔静岡市駿河区〕
- 但沼神社の樟〔静岡市清水区〕
- 大平のコウヤマキ〔静岡市清水区〕
- 熱海のナツメヤシ〔熱海市〕※熱海ニューフジヤホテルが管理
- 熱海の大モガシ〔熱海市〕
- 油山寺の御霊スギ〔袋井市〕
- 天照皇大神社社叢〔伊東市〕
- 林泉寺のフジ〔伊東市〕
- 猪之頭のミツバツツジ〔富士宮市〕
- 上条のサクラ〔富士宮市〕
- 武速神社の将軍スギ〔浜松市天竜区〕

### 過去に指定されていた史跡
- 伊場遺跡〔浜松市中央区〕 - 1973年（昭和48年）11月、浜松駅高架化に伴う同駅前再開発・整備のため旧国鉄の電車区を移転すべき代替地として同遺跡を提供する必要が生じたことを理由として、指定を解除。伊場遺跡訴訟が起きた。
- 只木遺跡〔浜松市浜名区三ヶ日町〕- 2013年（平成25年）11月、発見当初は1万4000年以上前の旧石器時代とされていた「三ヶ日人」の骨が、国内で発見例の多い縄文人のものであるとの見解に達し、指定を解除[1]。

### 過去に指定されていた天然記念物
- 大行寺の白ウメ〔伊東市〕 - 樹齢300年（強風により枝が折れ、枯死した）

## 参考資料
- “国県指定文化財一覧”.   静岡県文化財保護課 (2015年8月12日). 2016年3月29日閲覧。
  - “静岡県内指定文化財リスト” (XLS).   静岡県文化財保護課. 2016年3月29日閲覧。